# 森発電所
森発電所（もりはつでんしょ）は、北海道茅部郡森町に位置する北海道電力の地熱発電所。

## 発電設備
- 定格出力：2.5万kW[1]
- 営業運転開始：1982年11月[1]
- 出力変更：2012年9月13日[2]

## 認可出力の変更
森発電所の認可出力は、1982年の運転開始時点で5万kWであった。しかし地熱資源量の低下に伴い発電出力が減少し、近年では1.5万kW程度に出力が低下していた。
2012年7月、発電効率を向上させるため、ガス抽出器を適切な容量のものに交換したことで設備容量が減少した。そのため2012年9月に、認可出力を2.5万kWに変更する届出を行った。

## 森バイナリー発電所
2021年4月28日、北海道電力、JFEエンジニアリング、東京センチュリーの三社により「森バイナリーパワー合同会社」を設立し、地熱発電に利用した後に地下に戻す還元熱水をバイナリー方式により有効活用して発電する「地熱バイナリー発電事業」を実施することを決定・公表した。バイナリー方式とは還元熱水を熱源として水より沸点の低い媒体を蒸発させその蒸気でタービンを回し発電する方法。発電した電気は再生可能エネルギー固定価格買取制度を利用して北海道電力ネットワーク株式会社へ売電することとしている。
- 出力規模　2,000kW[4]
- 発電方式　空冷式バイナリー発電方式[4]
- 営業運転開始　2023年11月24日[5]
- 所在地　北海道茅部郡森町濁川108-1、108-3、110-6[6]